# .lv
.lv је највиши Интернет домен државних кодова за Летонију.